# Théo Lucien
Théo Lucien, född 22 oktober 2001, är en fransk taekwondoutövare.

## Karriär
I maj 2022 tog Lucien brons i 68 kg-klassen vid EM i Manchester. I september 2022 tog han brons i 68 kg-klassen vid Grand Prix i Paris.